# Cueto de San Bartolo
El cueto de San Bartolo (Cuetu San Bartolo en Llionés), con 1.322 metros de altitud se encuentra en la comarca de La Cepeda (León).
Sirvió de atalaya privilegiada para el control de caminos que comunicaban El Bierzo, La Cepeda, La Ribera y El Páramo, e incluso Asturias, Cantabria y Galicia. 
Fueron la Orden religioso-militar de los Hospitalarios de San Juan de Jerusalén los que llegaron en 1192 dejando el lugar alrededor de 1870. Erigieron una iglesia con patronato de los pueblos cercanos quienes no mostraban su conformidad con ello. La iglesia ardió sospechosamente y los hospitalarios edificaron nuevos edificios que pasaron a su propiedad fundando la Encomienda de San Bartolomé de Peña Cueto. En el cueto se encuentra un pozo construido en el siglo XII.
- Datos: Q5794079